# Tamija
Tamija (arab. طامية) – miasto w Egipcie, w muhafazie Fajum. W 2006 roku liczyło 49 385 mieszkańców.